# Otome Game no Hametsu Flag Shika Nai Akuyaku Reijō ni Tensei Shiteshimatta...
Otome Game no Hametsu Flag Shika Nai Akuyaku Reijō ni Tensei Shiteshimatta... (乙女ゲームの破滅フラグしかない悪役令嬢に転生してしまった… Otome Gēmu no Hametsu Furagu Shika Nai Akuyaku Reijō ni Tensei Shiteshimatta...?, lit. Reencarné como una villana en un videojuego otome con banderas de destrucción...), abreviado como Hamefura (はめふら?) y conocida como My Next Life as a Villainess: All Routes Lead to Doom! en inglés, es una serie de novelas ligeras japonesas escritas por Satoru Yamaguchi e ilustradas por Nami Hidaka. Comenzó su serialización en línea el 6 de julio de 2014 en el sitio web Shōsetsuka ni Narō y fue adquirida por Ichijinsha, quien publicó el primer volumen de novela ligera en agosto de 2015 bajo su sello Ichijinsha Bunko Iris, y hasta el momento han sido publicados quince volúmenes.
Una adaptación al manga con el arte de Nami Hidaka ha sido serializada en la revista Gekkan Comic Zero Sum desde agosto de 2017 y un spin-off de Nishi titulado Otome Game no Hametsu Flag Shika Nai Akuyaku Reijō ni Tensei Shiteshimatta... Zettai Zetsumei! Hametsu Sunzen Hen! (乙女ゲームの破滅フラグ スピンオフ…絶体絶命！破滅寸前編?) comenzó su publicación en noviembre de 2019. Una serie de anime producida por el estudio Silver Link se emitió del 4 abril al 20 de junio de 2020.
Una segunda temporada de anime se confirmó después de la transmisión del último capítulo de la primera temporada, la cual se estrenó el 2 de julio de 2021. Una película fue anunciada después de la conclusión de la segunda temporada y se estrenó en diciembre de 2023.

## Sinopsis
La única hija del duque Claes, Catarina, era orgullosa y egoísta porque fue malcriada por sus padres. Sin embargo, a la edad de ocho años, su padre la llevó al castillo real donde ella golpea su cabeza contra una piedra al tropezarse. Después de esto, logra recuperar los recuerdos de su vida anterior como una joven otaku de Japón que perdió la vida en un accidente de tráfico. Este mundo le parece familiar, por lo que se da cuenta de que es el del juego otome, Fortune Lover, que ella misma jugó antes de su accidente y que en realidad, reencarnó como la rival de la heroína y antagonista del juego. También recuerda que todo lo que le esperaba a Catarina al final del juego era el camino a la destrucción que termina en su exilio lejos del reino o su ejecución. Por lo tanto, Catarina dedicará todos sus esfuerzos a evitar un final destructivo para pasar una vejez pacífica.

## Personajes
Catarina Claes (カタリナ・クラエス Katarina Kuraesu?)
Seiyū: Maaya Uchida, Yetzary Olcort (español latino)
El personaje principal, una otaku de 17 años que reencarnó como la villana del juego Fortune Lover. Con un amplio conocimiento del juego, incluido el hecho de que todas las rutas en el juego conducen a su muerte o al exilio, toma medidas drásticas para evitar tales resultados. A través de su naturaleza realista y cautivadora, fácilmente se gana la amistad y los corazones de los demás, aunque no lo percibe, ya que todo su enfoque está dirigido a evitar un final malo, con planes bastante simples como cultivar vegetales (para al menos trabajar como granjera después de su exilio) o hacer serpientes de papel (para sorprender a Gerald antes de su ejecución). En el juego, es el personaje rival en todas las rutas de los personajes que son el objetivo de la heroína, María Campbell. Catarina también es conocida como Bakarina (una mezcla de la palabra japonesa para "Tonta" y "Catarina"), en referencia a su carácter denso cuando se enfrenta al hecho de que ha acumulado un harem.
Gerald Stuart (ジオルド・スティア一ト Jiorudo Sutiaato?)
Seiyū: Shōta Aoi, Luis Navarro (español latino), Asami Setō (joven), Rosalinda Márquez (español latino, joven)
El tercer príncipe del reino y el prometido de Catarina, uno de los personajes capturables para la heroína de Fortune Lover, María Campbell. Contrariamente a las apariencias, su cara sonriente esconde una personalidad bastante maliciosa o incluso sádica. En el final bueno muestra que exilia a Catarina y se casa con la heroína, en el final malo ejecuta a Catarina y abandona a la heroína debido a la culpa de matar a su prometida. Su única debilidad son las serpientes y dado que en el juego Catarina es asesinada por su espada en su ruta, la actual Catarina intenta hacer serpientes de papel realistas a lo largo de toda la trama durante varios años, porque espera asustarlo y distraerlo durante la eventual pelea con él.
Keith Claes (キ一ス・クラエス Kiisu Kuraesu?)
Seiyū: Tetsuya Kakihara, Diego Becerril (español latino), Sora Amamiya (joven), Lilian Vela (español latino, joven)
El hermano adoptivo de Catarina. Un poderoso usuario de magia de tierra. En el juego, Catarina lo atormenta e ignora, lo que lo convierte en un mujeriego. En cualquiera de sus rutas, Catarina es exiliada, pero en el final bueno lo hace estar con la heroína, y en el malo continúa con sus formas de mujeriego. Sin embargo, en la vida real, Catarina lo salva de su futuro, haciéndose más cercanos, como consecuencia, Keith la sobreprotege y defiende de los otros pretendientes.
Alan Stuart (アラン・スティア一ト Aran Sutiaato?)
Seiyū: Tatsuhisa Suzuki, Pablo Mejía (español latino), Mutsumi Tamura (joven), Cassandra Valtier (español latino, joven)
Es el cuarto príncipe del reino, hermano menor de Gerald y prometido de Mary, quien también es un objetivo de la heroína. Es un magnífico pianista y a diferencia del juego, no es tan reservado, y suele rivalizar con Gerald al estar cerca de Catarina.
Nicole Ascart (二コル・アスカルト Nikoru Asukaruto?)
Seiyū: Yoshitsugu Matsuoka, M.A.O (joven), Ilitch Pichardo (español latino)
Es el hijo taciturno, inexpresivo del primer ministro y también un objetivo de captura. Con cabello y ojos negros, y una cara perfecta de muñeca, es un chico guapo con un encanto diabólico que incluso puede capturar a hombres y mujeres con su atmósfera única. Aunque no lo expresa demasiado, le atrae mucho a Catarina, salvo en ciertas ocasiones cuando Gerald, Alan o Keith se acercan. Es el único que hace reaccionar de cierto modo a Catarina.
Sophia Ascart (ソフィア・アスカルト Sofia Asukaruto?)
Seiyū: Inori Minase, Casandra Acevedo (español latino)
Hermana de Nicole, y el personaje rival en la ruta de Nicole en el juego, es una mujer hermosa con cabello blanco y ojos rojos. Se hace muy amiga de Catarina pero a diferencia del resto, su relación es meramente de amistad, más cercano a una hermandad. Tiene un leve complejo de hermanos con Nicole.
Mary Hunt (メアリ ハント Meari Hanto?)
Seiyū: Miho Okasaki, Cecilia Guerrero (español latino)
La cuarta hija de un marqués y la prometida de Alan. En el juego, ella es el personaje rival en la ruta de Alan. En la configuración del juego, no pensaba mucho en Catarina, y al igual que Alan, casi no debería haber tenido contacto con ella, pero ahora es una de sus mejores amigas, y quizá la mujer que más sentimientos demuestra por Catarina, llegando a enfrentarse a los pretendientes masculinos.
María Campbell (マリア・キャンベル Maria Kyanberu?)
Seiyū: Saori Hayami Azucena Miranda (español latino)
Personaje principal del juego Fortune Lover, es una plebeya, pero dotada de magia de luz, la cual es rara en su mundo. Es una chica hermosa, con una personalidad dulce y humilde. En el juego, Catarina es la peor rival amorosa de María y enemiga jurada, en un nivel extremo, con Catarina generalmente siendo asesinada o exiliada en la mayoría de las rutas que la involucran. La Catarina actual ha formado una buena relación amistosa con María, en parte para evitar los escenarios de muerte que experimentó en el juego. Es la primera persona en crear un fuerte vínculo con María, que estaba psicológicamente aislada en una escuela que consistía principalmente en nobles, salvándola en varias ocasiones de ser intimidada. María ve a Catarina como su persona más importante, pero de un modo menos agresivo que Mary.
Sirius Dieke (シリウス・ディーク Shiriusu Dīku?)
Seiyū: Toshiki Masuda
El único hijo del marqués Dieke, es el presidente del consejo estudiantil de la Academia de Magia y es el verdadero enemigo de la historia. Posee magia oscuro tras un sacrifico humano.
Anne Shelley (アン・シェリー An Sheri?)
Seiyū: Azumi Waki, Diana Meza (español latino)
Una mujer que sirve al duque de Claes como sirvienta. Era 8 años mayor que Catarina, y cuando tenía 15 años, se convirtió en la criada exclusiva de Catarina que tenía 8 años en ese momento. Es hija del barón Shelley, una familia distante de la familia Claes, y una criada.
Millidiana Claes
Seiyū: Akiko Hiramatsu, Anette Ugalde (español latino)
Es la duquesa Millidiana Claes es la madre biológica de Catarina y la madrastra de Keith. En Fortune Lover, fue una madrastra cruel para Keith ya que pensaba que Keith era el hijo bastardo de su marido con una amante. Gracias a Catarina, Millidiana se entera de que no es así, lo que hizo que se enamorara nuevamente de su esposo. Está consternada por el comportamiento salvaje y poco propio de una dama de su hija, ya que esta última está comprometida con un príncipe. Como resultado, preferiría que Catarina rompiera su compromiso con Gerald para ahorrarle más vergüenza a la familia Claes.
Luigi Claes
Seiyū: Takuto Yokoyama, Diego Estrada (español latino)
El duque Luigi Claes es el padre biológico de Catarina y el padrastro de Keith. Después de que Catarina se comprometiera con Gerald, él adoptó a Keith, que era el hijo bastardo de uno de sus parientes para continuar con el apellido Claes. Sin embargo, esto provocó un malentendido con su esposa, quien pensó que él no la amaba y que Keith era su hijo biológico antes de que Catarina ayudara a aclarar el malentendido. Luigi ama a su familia y es un buen jefe para sus sirvientes, donde defendió a Anne después de que ella se negara a seguir a su padre después de que este último intentara forzarla a un matrimonio no deseado con otro noble.

## Media

### Novela ligera
Escrita por Satoru Yamaguchi, Otome Game no Hametsu Flag Shika nai Akuyaku Reijō ni Tensei Shiteshimatta… (乙女ゲームの破滅フラグしかない悪役令嬢に転生してしまった…?) fue publicada originalmente en el sitio web de contenido generado los usuarios Shōsetsuka ni Narō desde el 6 de julio de 2014. Ichijinsha adquirió los derechos de la novela para la publicación física y la adaptó a una serie de novelas ligeras con ilustraciones de Nami Hidaka, publicando el primer volumen bajo su sello Ichijinsha Bunko Iris en agosto de 2015. Hasta la fecha se han publicado quince volúmenes.

#### Lista de volúmenes
| N.º | Fecha de lanzamiento     | ISBN original          |
| --- | ------------------------ | ---------------------- |
| 1   | 20 de agosto de 2015     | ISBN 978-4-7580-4753-1 |
| 2   | 19 de septiembre de 2015 | ISBN 978-4-7580-4756-2 |
| 3   | 20 de febrero de 2016    | ISBN 978-4-7580-4800-2 |
| 4   | 20 de julio de 2016      | ISBN 978-4-7580-4838-5 |
| 5   | 20 de mayo de 2017       | ISBN 978-4-7580-4950-4 |
| 6   | 20 de marzo de 2018      | ISBN 978-4-7580-9045-2 |
| 7   | 20 de octubre de 2018    | ISBN 978-4-7580-9113-8 |
| 8   | 20 de julio de 2019      | ISBN 978-4-7580-9189-3 |
| 9   | 20 de abril de 2020      | ISBN 978-4-7580-9261-6 |
| 10  | 20 de febrero de 2021    | ISBN 978-4-7580-9339-2 |
| 11  | 20 de agosto de 2021     | ISBN 978-4-7580-9390-3 |
| 12  | 20 de octubre de 2022    | ISBN 978-4-7580-9499-3 |
| 13  | 20 de septiembre de 2023 | ISBN 978-4-7580-9582-2 |
| 14  | 20 de agosto de 2024     | ISBN 978-4-7580-9668-3 |
| 15  | 18 de julio de 2025      | ISBN 978-4-7580-9743-7 |

### Manga
Ha habido dos series de manga asociadas con la novela ligera. La primera con arte de Nami Hidaka, titulada Otome Game no Hametsu Flag Shika Nai Akuyaku Reijō ni Tensei Shiteshimatta..., fue lanzada en la edición de junio de 2017 de la revista Monthly Comic Zero Sum y adapta la serie de novelas ligeras al formato manga. La segunda es un spin-off de nishi, titulado Otome Game no Hametsu Flag shika nai Akuyaku Reijō ni Tensei shite shimatta... Zettai Zetsumei! Hametsu Sunzen Hen e inició su publicación en noviembre de 2019. Este manga se centra en la pregunta de qué sucedería si Catarina recuperara sus recuerdos cuando tenía quince años en lugar de durante su infancia, dejándola sin los amigos y las relaciones que obtuvo como resultado de una planificación temprana contra finales malos.

#### Lista de volúmenes
| N.º | Fecha de lanzamiento     | ISBN original          |
| --- | ------------------------ | ---------------------- |
| 1   | 24 de marzo de 2018      | ISBN 978-4-7580-3338-1 |
| 2   | 25 de octubre de 2018    | ISBN 978-4-7580-3394-7 |
| 3   | 25 de abril de 2019      | ISBN 978-4-7580-3429-6 |
| 4   | 25 de octubre de 2019    | ISBN 978-4-7580-3464-7 |
| 5   | 25 de mayo de 2020       | ISBN 978-4-7580-3513-2 |
| 6   | 25 de enero de 2021      | ISBN 978-4-7580-3576-7 |
| 7   | 30 de septiembre de 2021 | ISBN 978-4-7580-3653-5 |
| 8   | 30 de septiembre de 2022 | ISBN 978-4-7580-3792-1 |
| 9   | 30 de junio de 2023      | ISBN 978-4-7580-3903-1 |
| 10  | 29 de marzo de 2024      | ISBN 978-4-7580-8484-0 |
| 11  | 26 de diciembre de 2024  | ISBN 978-4-7580-8632-5 |
| 12  | 29 de agosto de 2025     | ISBN 978-4-7580-8783-4 |

### Anime
Una adaptación al anime basada en las novelas ligeras fue anunciada por Ichijinsha el 19 de octubre de 2018. Posteriormente, se anunció que el anime sería una serie y se estrenaría en 2020. La serie es animada por Silver Link y dirigida por Keisuke Inoue, con guiones de Megumi Shimizu y diseño de personajes de Miwa Oshima. Se emitió del 4 de abril al 20 de junio de 2020 en MBS, Tokyo MX, BS11, J Tele y otros canales. angela interpreta el tema de apertura Shōjo no Route wa Hitotsu Janai! (乙女のルートはひとつじゃない！?), mientras que Shōta Aoi el tema de cierre «Bad End».
Una segunda temporada se confirmó después de la transmisión del último capítulo de la primera. Se estrenó el 2 de julio de 2021 en el bloque de programación Super Animeism en MBS, TBS y BS-TBS, así como en BS Asahi. angela interpretó el tema de apertura de la segunda temporada "Andante ni Koi o Shite!" (アンダンテに恋をして！?), mientras que Shōta Aoi interpretó el tema de cierre de la segunda temporada "give me ♡ me." Se incluyó un OVA con la edición especial del séptimo volumen del manga, que se lanzó el 30 de septiembre de 2021.
El 18 de mayo de 2021, se anunció que Sentai Filmworks había adquirido los derechos de distribución de videos domésticos.
El 31 de enero de 2023, Crunchyroll anunció que la serie recibió un doblaje en español latino, que se estrenó el 23 de febrero (primera temporada).

### Película
Una película de anime fue anunciada después de la conclusión de la segunda temporada del anime, cuyo estreno será el 8 de diciembre de 2023.

### Videojuegos
Los DVD de bonificación que contienen versiones de demostración de Fortune Lover, el universo del videojuego otome, se incluyeron en las ediciones limitadas de los lanzamientos en Blu-ray del anime. Un juego móvil gratuito titulado Katarina's Farm (カタリナ農園 Katarina Nōen?) fue lanzado el 31 de julio de 2020, con una versión de prueba en línea disponible del 19 de junio al 31 de agosto de 2020. Un juego para Nintendo Switch titulado My Next Life as a Villainess: All Routes Lead to Doom! The Pirate Known as "Trouble" se lanzó el 23 de diciembre de 2021. El juego tiene una historia original que se desarrolla más allá de Fortune Lover: el último evento de graduación, que muestra a Catarina habiendo evadido todas las banderas de destrucción solo para enfrentarse a una nueva bandera de destrucción relacionada con una nueva reunión y encuentro con un pirata.

### Mercancía
El 27 de septiembre de 2020, Premium Bandai comenzó a vender cojines de libros que "presentan el arte de Catarina y sus cuatro (principales) pretendientes" de la serie, y cada cojín se dobla como un libro "con el nombre del personaje en el exterior".

## Recepción
La novela ligera y el manga tienen más de 600.000 copias impresas.

### Críticas
Algunos críticos han descrito la serie como centrada en Catarina Claes, quien acumula un harem poliamoroso y bisexual que la añora mientras intenta evitar ser una villana y se vuelve muy reflexiva. Los revisores señalaron tres personajes femeninos queer: Mary Hunt, Sophia Ascart y Maria Campbell, todas las cuales están enamoradas de Catarina, como señaló el crítico James Beckett de Anime News Network.
En mayo de 2020, siete de los 10 lugares de una "encuesta semanal de parejas favoritas" de Anime Trending presentaban a Catarina emparejada con la mayoría de los personajes. Después de que terminó la primera temporada, con un "final de amistad", un crítico lo calificó como un "final muy definitivo para Catarina y su poliamoroso bisexual Harem of Doom", y la serie fue elogiada más tarde por Rebecca Silverman y Theron Martin de Anime News Network por estar bien hecho, y ofrece "una gratificante fantasía de poder bisexual" que Catarina desconoce debido a su naturaleza densa.